# 1Q84
《1Q84》是日本作家村上春樹於2009年所發表的長篇小說。日本上市1周，销售突破65万册，创造历史纪录。上市12天，销售突破100万册，创造100万册最快记录。上市1个月，销售突破200万册，创造200万册最快纪录。荣获2009年日本“年度最畅销图书”第1名。

## 概要
「不管喜不喜歡，我現在正置身於這『1Q84年』。我所熟知的1984年已經消失無蹤不存在了。現在是1Q84年。空氣變了，風景變了。我對帶有問號的世界的成立方式，必須盡可能快速適應。就像剛被野放到新森林裡的動物那樣。保護自己的身體，為了生存下去，必須早一刻理解那個場所的規則，配合那個才行。」
出版分為 Book 1〈4~6月〉、Book 2〈7~9月〉、Book 3〈10~12月〉三冊。書名啟發應源自英國作家喬治·歐威爾（George Orwell）的著名著作《一九八四》（Nineteen Eighty-Four）。書中亦有多次提及《一九八四》的內容，又日文「9」的發音kyū與Q相近因而命名為1Q84。故事中則是因為背景為1984年，主人翁為區分1984年某一時點後的新世界，而將新世界後的年代訂為1Q84年。Q是question mark的Q。即背負疑問之意。Book 1 與Book 2 各二十四章共四十八章，每章抬頭依序輪流為書中二位主人翁的姓名青豆與天吾，而後再加註副標題，由青豆為Book 1 第一章開始至 Book 2 第十二章 天吾為結尾。Book 3 日文版於2010年4月16日發行，而中文版則於2010年9月28日發行。

## 故事
故事以雙線進行時間是1984年，青豆雅美在健身俱樂部工作，但她另有一個神祕身分，而喜愛寫作的補習班數學老師川奈天吾則為了一篇小說新人獎投稿著迷不已，兩個主角雙線平行地發展，從互不相關到發展出奇妙的戀情，從詭異的1Q84年回到幼年时代……
故事以雙線進行，描述二位主人翁青豆與天吾在年幼時曾於同一所小學三至四年級邂逅後，於1984年在日本東京所發展出一連串獨立又關連的故事情節。1984年，青豆與天吾皆為30歲，青豆為健身教練但另一面則是暗殺者，將受到極度暴力的婦女們的丈夫送至死亡的世界。天吾的職業為升大學的補習班數學教師，另一面是一位作家，但只有寫過專欄而未出版正式的作品。青豆與天吾皆於某一時間點進入1Q84年，青豆為了區別與之前世界的不同，自行命名當年為1Q84年。1Q84年與1984年主要差異在於天空有一大一小的兩個月亮，並出現一些於1984年並未發生的歷史事件。這些獨立於1Q84年的事件將青豆與天吾引導至一個宗教團體：先驅，前身為一主張社會主義的政治團體。而在這團體的背後又有不屬於這個世界的Little People（大陆版译为：小小人）。Little People具有製作空氣蛹的能力，並可藉由空氣蛹來到這個世界。青豆與天吾雖對彼此抱持有絕對的好感，但在青豆小學轉學後並沒有再次碰面。二人在1Q84年以不同的角度來探索這個世界，青豆藉由一次的暗殺事件而對1Q84年有自己的認知與覺悟，而天吾則是將深繪里的作品：空氣蛹重新書寫編排時有了Little People與兩個月亮的概念，二人因緣際會的漸漸拉近彼此的距離，但在Book 2結尾時二人只有透過空氣蛹而有過短暫的時空重逢。

## 人物

### 青豆篇
青豆（青豆雅美）
三十歲，書中的女性主要角色，父母為證人會的信徒，十歲出外獨立，中學時身為壘球選手，之後成為健身教練與暗殺者的雙重身份。書中一開始沒多久便進入1Q84年。
女主人（緒方靜惠）
柳宅的女主人，有雄厚的資金與人脈，將受家暴的婦女安排至安全的地方，並指示青豆暗殺施暴者。
TAMARU（田丸健一）
約四十歲左右。雙親為朝鮮人，曾為日本自衛隊隊員，現為專業的保鑣替女主人做事，是一名男同性恋者。
大塚環
青豆的中學壘球隊隊長，婚後受家暴而在26歲自殺身亡。
AYUMI（中野步）
約26歲左右，職業為女警，兒時有被家人性侵，日後影响成人後的舉止。
深山
一中產階級的商人，故事初被青豆所暗殺的家暴者。
小翼
女主人從宗教團體“先驅”中救回的十歲女童，於柳宅失踪。
深田保
深繪里的父親，年輕時為日本學運份子，1Q84年身為先驅的領導，為青豆的暗殺對象。

### 天吾篇
天吾（川奈天吾）
三十歲，書中的男性主要角色，年輕時各方面都很優秀的學生，於小學五年級拒絕跟父親一同生活後而於中學獨立求學。父親雖告知天吾母親於天吾出生沒多久便死亡，但仍存有母親於一歲半時的影像並深深為之困擾。職業為升大學補習班數學老師與作家，重新代寫深繪里的作品：空氣蛹。
小松（小松祐二）
約四十歲，天吾的編輯，看好天吾的作家潛力，並一手策劃空氣蛹的改寫與發行事宜。與《舞舞舞》中的牧村拓，同樣經歷了「樺美智子死時，在國會附近」的抗爭經歷。
深繪里（深田繪里子）
十七歲，《空氣蛹》的原作者，《空气蛹》是深繪里依照她在先驅生活所改編的作品，有閱讀障礙。
老師（戎野隆之）
與深田保為大學同學，受托照顧十歲的深繪里七年，是一位文化學者，並積極想探查先驅與深田失聯的真相。
年長的女朋友（安田恭子）
約四十歲，已婚，育有二子。與天吾有不倫的關係長達一年。
天吾父親
曾在年輕時至中國東北開墾，並於日本戰敗後回日本任職NHK收費員，年老時有阿茲海默症而住進療養院。
女老師
於天吾小學時調解天吾與父親之間的問題。
牛河（牛河利治）
新日本學術藝術振興會的理事，要求天吾加入振興會的計劃並給予金錢的資助，外形十分不討好的人物。更早在《發條鳥年代記》第三部刺鳥人篇登場過。
補習班秘書

## 外部連結
- 村上春樹『1Q84』｜新潮社（页面存档备份，存于）
- 《1Q84》简体中文版官方网站（页面存档备份，存于）